# 明石大橋 (千曲川)
明石大橋（あかいしおおはし）は、長野県下水内郡栄村 - 下高井郡野沢温泉村の千曲川に架かる長野県道408号箕作飯山線の橋長159.1 m（メートル）の桁橋。

## 概要

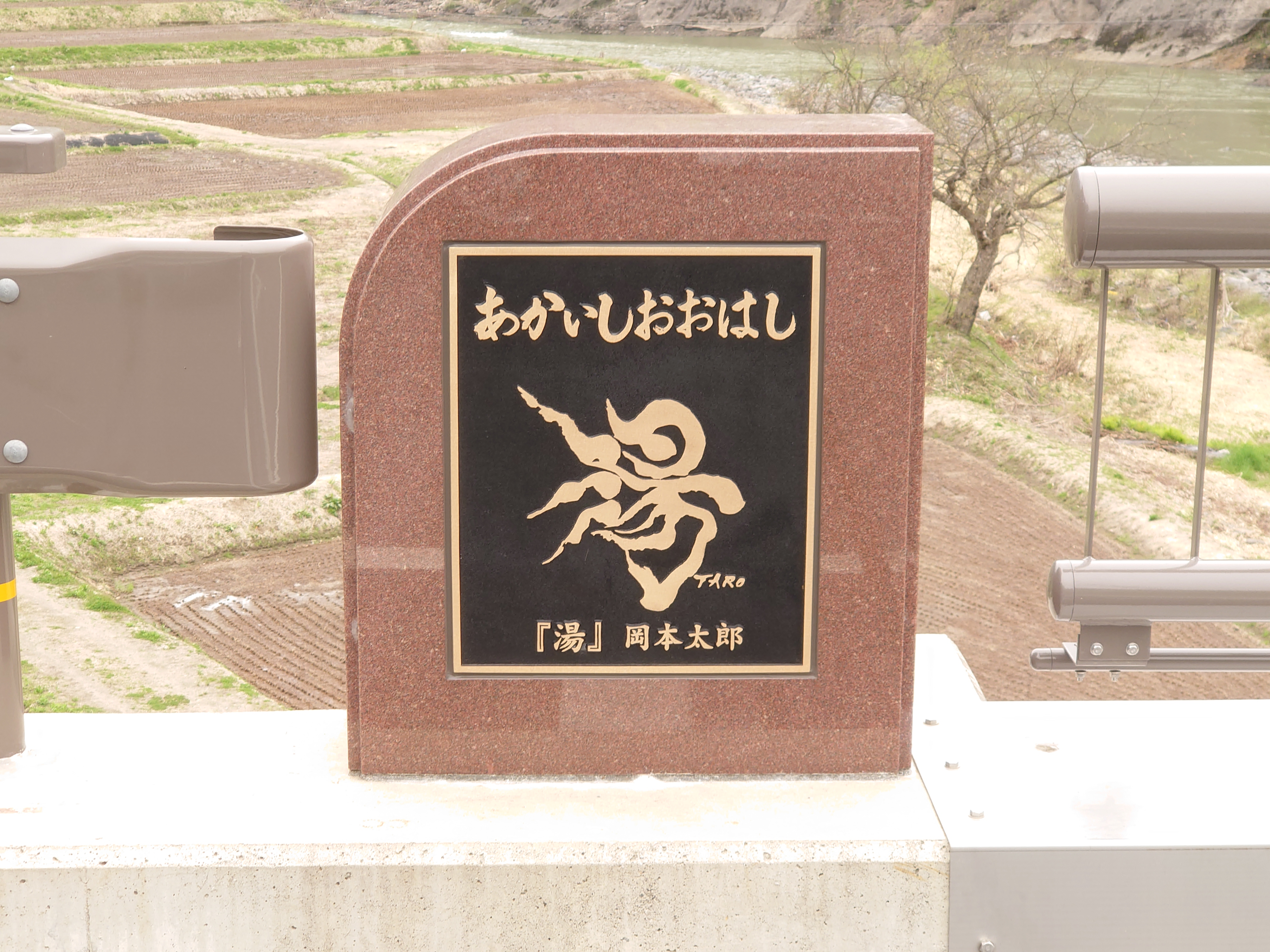
明石大橋の親柱

箕作飯山線は箕作 - 明石間が交通不能区間であり、緊急輸送道路としては国道117号が唯一であった。このため2011年（平成23年）3月12日の長野県北部地震で国道117号や長瀬横倉停車場線の百合居橋が被災したことにより集落が一時孤立した。そこで長野県は復興事業として2012年度（平成24年度）より箕作飯山線の箕作 - 明石間を千曲川に2橋を架橋し、平滝地区を経由する延長2470 mの経路で事業に着手した。この2橋のうち平滝 - 明石間に架かるのが明石大橋である。
この復興事業では国道117号の代替機能、集落孤立化の解消、産業の活性化が整備効果として挙げられており、栄村震災復興計画にも位置付けられている。
- 形式 - 鋼2径間連続箱桁橋
- 橋長 - 159.1 m
- 幅員 - 9.0 m
- 下部工 - 逆T式橋台 (A1・A2)、張出式T型橋脚 (P1)
- 基礎 - 場所打ち杭基礎 (A1・A2)、ケーソン基礎
- 設計 - タイヨーエンジニヤ[3]

## 歴史

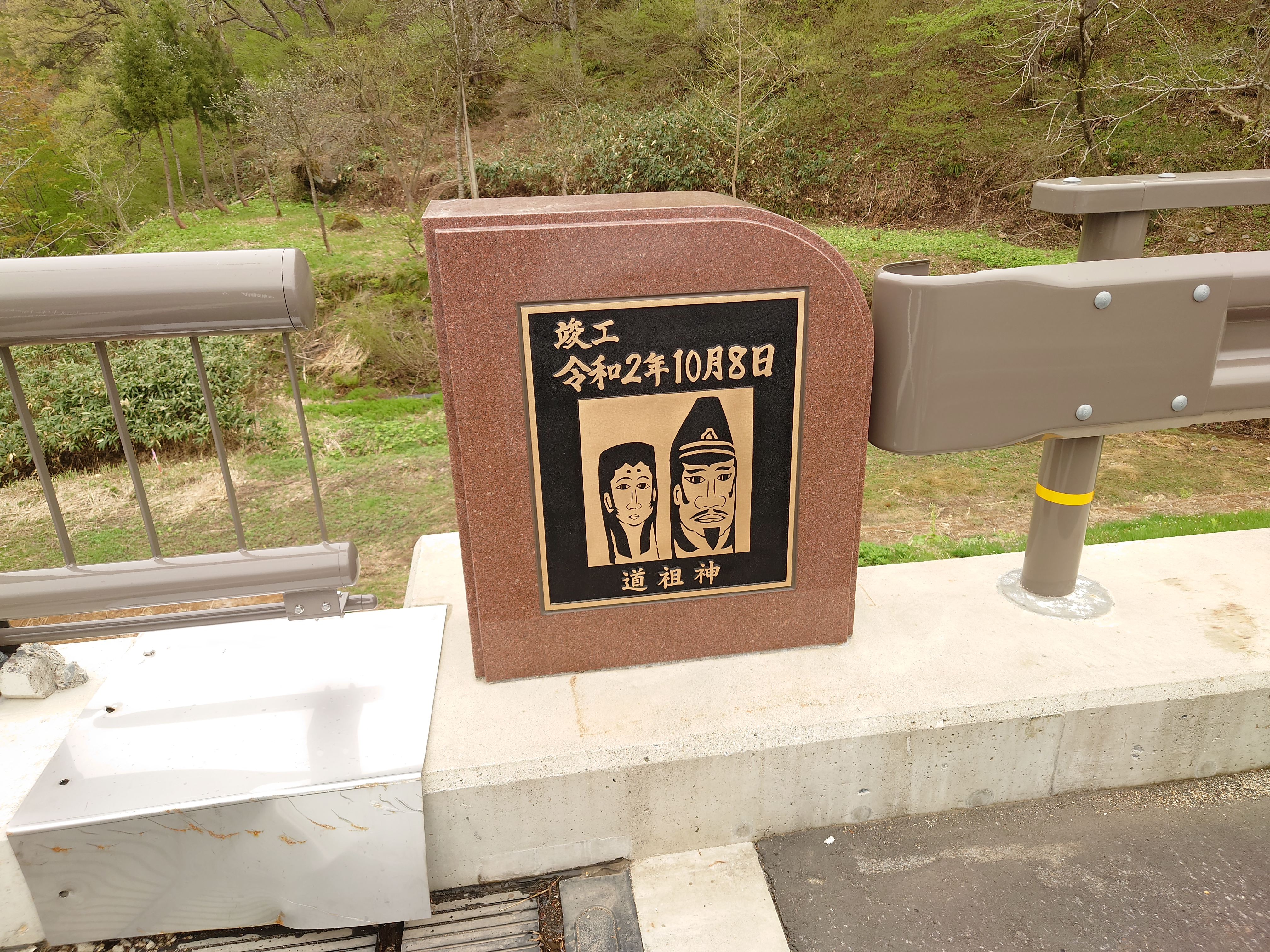
明石大橋の親柱

本橋は箕作飯山線 箕作〜明石工区の一部として建設が進められた。箕作飯山線事業は2012年度（平成24年度）に着手した。当初計画では3径間とする予定だったが河川状況や施工性の観点から2径間に変更された。
箕作平滝大橋は2017年（平成29年）11月15日に取付区間を合わせた延長379 mが開通し、箕作 - 平滝間が結ばれた。残る明石大橋を含む区間は2020年（令和2年）11月9日に開通し、交通不能区間の解消と長野県北部地震復興事業の完了が達成された。